# Casa Andreuet
La Casa Andreuet és una casa de Sorpe, al municipi d'Alt Àneu (Pallars Sobirà) inclosa a l'Inventari del Patrimoni Arquitectònic de Catalunya.

## Descripció
Casa de planta rectangular molt allargada, amb planta baixa i tres pisos, el darrer de mansarda. Coberta de llicorella a dues aigües. Façana orientada al Sud-oest, situada a la paret mestra perpendicular al cavall que suporta la coberta i que dona al pati, format per la casa i les seves dependències (pallers, estables, etc). a la façana s'obren tres pisos de galeries formades en cada pis per dues grans arcades de mig punt. Les del primer pis alt arrenquen directament del sol del pis. La galeria superior és formada per dues arcades de gran alçada. Les parets són de pedra arrebossada.